# HTV-1
HTV-1 (H-II Transfer Vehicle-1, HTV Demonstration Flight, Kounotori 1) – pierwszy japoński bezzałogowy kosmiczny statek zaopatrzeniowy serii HTV, miał na celu zaopatrzenie Międzynarodowej Stacji Kosmicznej i dostarczenie sprzętu naukowego na moduł JEM Kibō. Był to również pierwszy zaopatrzeniowy pojazd kosmiczny wykorzystujący port cumowniczy Common Berthing Mechanism oraz manipulator Canadarm2 jako system dokowania (rosyjski Progress-M oraz należący do ESA ATV wykorzystują automatyczny system naprowadzania podczas procedury dokowania do portu SSWP).

## Ładunek
Wewnątrz niehermetycznej wnęki ładunkowej (Unpressurrized Cargo Module) mieściły się następujące instrumenty:
- Superconducting Submillimetre-Wave Limb Emission Sounder (SMILES)
- HICO-RAIDS Experiment Payload (HREP)

Ostatecznie zostały one zainstalowane na zewnętrznej palecie JEM.
Hermetyczny przedział ładunkowy był wypełniony prowiantem (33%), materiałami do eksperymentów (20%), sprzętem do modułu JEM (18%), przedmiotami higieny osobistej, ubraniami i pojemnikami na odpady (10%) oraz innym ładunkiem (19%).
Masa całego ładunku wynosiła tylko 4,5 t. To znacznie mniej niż w przypadku innych pojazdów HTV, gdyż Kounotori 1 miał na pokładzie komplet akumulatorów zapewniających wystarczającą ilość energii elektrycznej wymaganą do testów na orbicie przed połączeniem z ISS.

## Misja
HTV-1 wystartował 10 września 2009 o 17:01 GMT z drugiej wyrzutni kompleksu Yoshinobu w Centrum Lotów Kosmicznych Tanegashima (pierwszy start z tej platformy) za pomocą nowej rakiety H-IIB.
7 dni później o 22:26 GMT połączył się z ISS przy użyciu manipulatora Canadarm2, przyłączony został do dolnego portu CBM modułu łącznikowego Node 2 Harmony.
Pojazd odłączono po wypełnieniu go odpadami (727,7 kg) i zużytym sprzętem ze stacji (199 elementów) 30 października o 15:02 GMT. 1 listopada Kounotori 1 wykonał 3 zapłony silników głównych w celu deorbitacji, po czym spłonął na wysokości 120 km o 21:25 GMT. Resztki pojazdu spadły do Oceanu Spokojnego.